# Île Doumbe
Pour les articles homonymes, voir Doumbe.
L’île Doumbe est une îlot de Nouvelle-Calédonie appartenant administrativement à Boulouparis.